# Niederländische Badmintonmeisterschaft 2000
Die Niederländische Badmintonmeisterschaft 2000 war die 55. Austragung der nationalen Titelkämpfe im Badminton in den Niederlanden.

## Sieger und Finalisten
| Disziplin    | Gold                                 | Silber                             |
| ------------ | ------------------------------------ | ---------------------------------- |
| Herreneinzel | Dicky Palyama                        | Gerben Bruijstens                  |
| Dameneinzel  | Brenda Beenhakker                    | Judith Meulendijks                 |
| Herrendoppel | Quinten van Dalm Dennis Lens         | Chris Bruil Jurgen van Leeuwen     |
| Damendoppel  | Erica van den Heuvel Lonneke Janssen | Nicole van Hooren Lotte Jonathans  |
| Mixed        | Chris Bruil Erica van den Heuvel     | Quinten van Dalm Nicole van Hooren |